# Gernot Graefe
Gernot Graefe (* 1937 in Wesermünde; † Jänner 1994 in Wien) war ein deutsch-österreichischer Ökologe und Umweltschützer.

## Leben
Graefe wuchs bei Frankfurt am Main auf und studierte Zoologie in Frankfurt, München und Seewiesen (bei Konrad Lorenz) sowie ab 1961 in Wien (bei Wilhelm Kühnelt).
Graefe arbeitete danach zunächst als Verhaltensforscher bei Otto Koenig in dessen Forschungsgemeinschaft Wilhelminenberg – jetzt Konrad Lorenz Institute for Ethology der ÖAW – und in Koenigs Außenstelle Rust (Burgenland) am Neusiedler See. Unter anderem forschte er an Anemonenfischen (Amphiprion) und untersuchte deren Zucht und Jugendentwicklungen und führte später auch Freilanduntersuchungen durch.  Dann arbeitete er fast drei Jahre bei den Farbwerken Hoechst und ging 1966 für 2 Jahre als Parasitologe nach Argentinien, wo er an Cercarien arbeitete. Des Weiteren beschäftigte er sich mit Viren, Insekten-Ökologie (sein Spezialgebiet waren hier die Neuroptera) und anderen Themen.
Danach war er erneut bei Otto Koenig tätig (in der Abteilung Ökosystemforschung Donnerskirchen des Instituts für Vergleichende Verhaltensforschung der Österreichischen Akademie der Wissenschaften; später ÖAW-Forschungsstelle für Bioenergie unter seiner Leitung) und beschäftigte sich unter anderem mit den Möglichkeiten der Energiegewinnung aus nachwachsenden Rohstoffen. In Österreich war er einer der ersten, die die „Atomkraft“ öffentlich ablehnten, beispielsweise mit Sendungen im ORF (1971–74). Ab 1972 propagierte Graefe im ORF den Bio-Landbau.
Insbesondere wurde er bekannt durch seine Forschungen zur Energiegewinnung aus den burgenländischen Traubentrestern. Graefe war Inhaber eines Patents über die Mischung der Trester-Rückstände mit Gesteinsmehl (als Puffer) zwecks Verwendung als Pflanzendünger. Dabei kam er auch mit Randgebieten der Naturwissenschaften in Kontakt, zum Beispiel mit Wasser-Vitalisierung oder „Homöopathie“ für durch den Sauren Regen geschädigte Waldbäume mittels Gesteinsmehls, zum Beispiel von Gneis. Dieses erregte Aufsehen in den USA und Australien. Graefe befasste sich zudem mit der Biotopsanierung nach der Resonanz-Starter-Methode.
An der Pädagogischen Akademie Wien lehrte er Ökologie. Ab 1969 war er Lektor, später Dozent an der Technischen Universität Wien, zum Beispiel mit dem bemerkenswerten Vorlesungs-Thema „Verhaltensforschung für Architekten“ (auch hier wieder esoterische Bezüge, etwa zur Bioresonanz oder dem „strahlungsabweisenden Domhaus“ (Planet Erde soll genauso über Kraftmeridiane verfügen wie der menschliche Körper gemäß der Akupunkturlehre)).- Er war verheiratet mit der Volkskundlerin Iris Barbara Graefe, die zuvor ebenfalls Mitarbeiterin Otto Koenigs an der "Biologischen Station Wilhelminenberg" gewesen war.
Seit seinen Trester-Untersuchungen war Graefe ein publikumsbekannter Wissenschaftler, zumal in einem Weinbauland: dies belegt beispielsweise die Tatsache, dass in den Achtzigern ein Ordner mit Sonderdrucken seiner Publikationen im Zeitschriften-Lesesaal der Wiener Universitäts-Bibliothek auflag. Er starb, noch nicht 57-jährig, an einer schweren Krankheit.

## Belege und Anmerkungen
1. ↑  Dissertation: Die Brutfürsorge bei Pardosa lugubris (Walckenaer 1802) (Araneae, Lycosidae). Universität München 1964. 119 S.
2. ↑  Gernot Graefe (1963): Die Anemonen-Fisch-Symbiose und ihre Grundlage – nach Freilanduntersuchungen bei Eilat (Rotes Meer).- Die Naturwissenschaften 50: 410.
3. ↑  z. B. Wilhelm Hohorst und Gernot Graefe [Hoechst] (1961): Ameisen - obligatorische Zwischenwirte des Lanzettegels (Dicrocoelium dendriticum).- Die Naturwissenschaften 48: 229-230.
4. ↑  Horst Aspöck, Gernot Graefe und Christian Kunz (1971): Untersuchungen über die Periodizität des Auftretens von Tahyna- und Calovo-Virus.- Zbl. Bakt. Hyg., I. Abt. (Orig.-A.) 217: 431–440.
5. ↑  1994 privat nach Gänserndorf verlegt von der Geomantin Maria Felsenreich; vgl. Archivierte Kopie (Memento des Originals vom 24. September 2013 im Internet Archive)  Info: Der Archivlink wurde automatisch eingesetzt und noch nicht geprüft. Bitte prüfe Original- und Archivlink gemäß Anleitung und entferne dann diesen Hinweis.
6. ↑  Oekoweb: Gernot Graefe (1937–1994) (Memento des Originals vom 15. Oktober 2007 im Internet Archive)  Info: Der Archivlink wurde automatisch eingesetzt und noch nicht geprüft. Bitte prüfe Original- und Archivlink gemäß Anleitung und entferne dann diesen Hinweis.
7. ↑  Über Biovin (Memento des Originals vom 20. August 2016 im Internet Archive)  Info: Der Archivlink wurde automatisch eingesetzt und noch nicht geprüft. Bitte prüfe Original- und Archivlink gemäß Anleitung und entferne dann diesen Hinweis. - zur Chemie s. etwa: L. Puchinger, F. Wurst, T. Prey und G. Graefe (1985): Das Lipidmuster in Traubenkernen, Traubenkämmen und Traubenschalen nach einer heißen aeroben Rotte.- Fette, Seifen, Anstrichmittel 87: 1-4.- Siehe auch Traubenkernöl.
8. ↑  Gernot Graefe und Maria Felsenreich (1990): Wasser als Info-Träger im Ökosystem der Erde.- Mitt.-Bl. Öst. Verband Radiästh. 31
9. ↑   Archivlink (Memento des Originals vom 15. November 2004 im Internet Archive)  Info: Der Archivlink wurde automatisch eingesetzt und noch nicht geprüft. Bitte prüfe Original- und Archivlink gemäß Anleitung und entferne dann diesen Hinweis.
10. ↑   Archivlink (Memento des Originals vom 13. September 2009 im Internet Archive)  Info: Der Archivlink wurde automatisch eingesetzt und noch nicht geprüft. Bitte prüfe Original- und Archivlink gemäß Anleitung und entferne dann diesen Hinweis.
11. ↑  https://www.rayxwell.com/index.php?p=geschichte.html
12. ↑  z. B. Archivlink (Memento des Originals vom 13. Dezember 2015 im Internet Archive)  Info: Der Archivlink wurde automatisch eingesetzt und noch nicht geprüft. Bitte prüfe Original- und Archivlink gemäß Anleitung und entferne dann diesen Hinweis.
13. ↑  RevistaMagazin. als Beleg aus Rumänien, wo Prof. A. Maruţa (Öko-Univ. Bucarest) die bioenergetischen Studien fortsetzt.
14. ↑   Archivlink (Memento des Originals vom 9. Mai 2009 im Internet Archive)  Info: Der Archivlink wurde automatisch eingesetzt und noch nicht geprüft. Bitte prüfe Original- und Archivlink gemäß Anleitung und entferne dann diesen Hinweis.

| Personendaten    | Personendaten                                       |
| ---------------- | --------------------------------------------------- |
| NAME             | Graefe, Gernot                                      |
| KURZBESCHREIBUNG | deutsch-österreichischer Ökologe und Umweltschützer |
| GEBURTSDATUM     | 1937                                                |
| GEBURTSORT       | Wesermünde, Deutschland                             |
| STERBEDATUM      | Januar 1994                                         |
| STERBEORT        | Wien, Österreich                                    |